# 十六夜のフォルトゥーナ
『十六夜のフォルトゥーナ』（いざよいのフォルトゥーナ）は、Lapis lazuliから2013年11月29日に発売された18禁恋愛アドベンチャーゲームである。
メガストア2023年5月号の付録としても収録された。

## 概要
霊や未来を見る特殊能力を持つ主人公が、旅で訪れた田舎町でヒロインたちと出会い、様々な事件や出来事を通して彼女らと共に過去や運命と向き合い、未来へ立ち向かう物語である。
fripSideの八木沼悟志が、プロット・シナリオの他、音楽も全面的にプロデュースしている。
ゲームシステムの基本はオーソドックスなアドベンチャー形式だが、主人公の特殊能力「未来視」に対応して、未来の出来事の映像が「未来視ビジョン」として断片的に挿入される。また「ATS（アクティブタイムシーン）」と呼ばれる機能があり、画面に時折表示される「ATS」マークをクリックすると作品舞台の五条町のマップが表示され、マップ上にいるヒロインをクリックすると、主人公と別の場所にいるヒロインの視点の物語を見ることができる。

## ストーリー
（出典：）
九条薫は家を離れ放浪していたが、寂れた五条町に辿りついた所で倒れてしまう。偶然通りかかった教会のシスター・ルシアに助けられた薫は、その恩に報いようとしばらく五条町に滞在することにする。地元の学園生の時雨や小菜、薫を追いかけて五条町まで来た乙女などと共に、薫は様々な出来事や事件に出会っていく。

## キャラクター
（出典：）

### 主人公
九条 薫（くじょう かおる）
本作の主人公。年齢は20代前半。京都の実家を飛び出して1年半ほど放浪中で、住まいはテントで野宿。長旅で鍛えられたため、体力はそれなりにある。スケッチブックに他人の似顔絵を描いてそれを売り、日銭を稼いでいるが、金が無く空腹を抱えていることが多い。九条家の血筋と元々の体質から、唐突に未来が視える「未来視」や、集中すれば霊を見ることができる特殊能力を持つ。
旅の途中に辿りついた五条駅で倒れてしまい、偶然通りかかったルシアに助けられる。ルシアの好意で御飯を食べさせてもらうなど世話を受け、その恩を返すためにしばらく五条町に滞在することにする。海岸にテントを張って寝泊まりしている。

### ヒロイン
汐宮 ルシア（しおみや るしあ）
声：紗中智亜
身長：158cm / スリーサイズ：B90/W58/H87 / 誕生日：8月28日 / 血液型：A
学園生。五条町に古くからある教会のシスター。教会の奥の自宅に母親のゆり子と2人で住む。慈愛にあふれる優しい性格で、町の人達からも親しまれている。五条駅で偶然出会うも目の前で倒れた薫を助け、その後も家で御飯を食べさせるなど、いろいろ世話をしている。霊を見ることができ、密かに霊の昇天を手助けしたり、悪霊を退治したりしている。
九条 乙女（くじょう おとめ）
声：真宮ゆず
身長：147cm / スリーサイズ：B74/W53/H77 / 誕生日：3月3日 / 血液型：B
九条本家の次女。薫の従妹で、許嫁でもある。箱入りのお嬢様であるために料理や裁縫などは得意だが、いつもハイテンションで時々言動がズレている。薫のことが大好きで、家を飛び出した薫を追いかけて五条町までやってきた。薫のテントで暮らすわけにはいかないので、ルシアの教会に世話になっている。薫より能力は弱いが、霊の存在を感じることができ、ちぎれた細い輪ゴムを元通りつなげるなど、「再生」の力を持つ。
冬月 時雨（ふゆつき しぐれ）
声：一ノ宮葵
身長：163cm / スリーサイズ：B82/W56/H85 / 誕生日：11月15日 / 血液型：AB
小菜の双子の妹。ルシアと同じ学園に通う。ツンツンして取っつきにくく、特に薫には時に攻撃的な態度を取る。不器用で家事などの細かい作業は苦手。姉の小菜をとても慕っている。
冬月 小菜（ふゆつき こな）
声：雪野玉
身長：163cm / スリーサイズ：B84/W58/H89 / 誕生日：11月15日 / 血液型：AB
時雨の双子の姉。人懐っこく楽天的。よく人をからかうようなおどけた調子でしゃべり、行動はマイペース。学園の成績は時雨より良い。社交性がない妹のことを心配している。

### サブキャラクター
汐宮 ゆり子（しおみや ゆりこ）
声：川崎晴
ルシアの母親。一応教会を管理するシスターだが、仕事はルシアに任せきり。無遠慮でマイペースで、毎晩家で酒を呑んでは周囲に絡み、気に入らないことがあるとすぐに暴れるなど、はた迷惑な存在。教会に出入りする薫を気に入らず、何かと当たっている。
追川 涼太（おいかわ りょうた）
声：ペロペロンチーノ
学園生。お調子者で気弱な性格。町で偶然薫と出会い、「兄貴」と呼んで慕うようになる。
神永 このみ（かみなが このみ）
声：奥山歩
小菜に懐いている幼い少女。
九条 弓乃（くじょう ゆみの）
声：真宮ゆず
九条本家の長女。乙女の姉。

## スタッフ
- 企画・原作・プロデューサー - 八木沼悟志
- キャラクターデザイン・原画 - 宮坂みゆ
- シナリオ - mizuki ryo、卯月一葉
- 音声制作協力 - 株式会社アズクリエイティブ
- 音声編集 - 月天
- グラフィック - ぐらタン、水無月涼
- 背景 - 有限会社獏プロダクション、一凛、ひなたねる、猫吉、株式会社グラフィズモ
- スクリプト - Sharp Scripting
- 音楽 - fripSide
  - sound producer - 八木沼悟志(fripSide)
  - sound direction - 川﨑海 (fripSide)
- オープニングムービー - KIZAWA studio
- コマーシャルムービー - 株式会社es、時風聖夜 / 時の宿
- 進行・管理 - 奏太響
- 販売・開発協力 - 株式会社ビジュアルアーツ

## 主題歌
オープニングテーマ「fortuna on the Sixteenth night」
作詞 - 八木沼悟志 / 作曲・編曲 - 八木沼悟志、岡本拓三 / 歌 - fripSide
エンディングテーマ「with the light」
作詞 - m@o / 作曲・編曲 - 川﨑海 / 歌 - fripSide

## 関連商品
- 初回限定特典「十六夜のフォルトゥーナ オリジナルサウンドトラックCD」
| 全作曲: fripSide。 |                                                   |       |            |      |
| #                  | タイトル                                          | 作詞  | 作曲・編曲 | 時間 |
| 1.                 | 「fortuna on the Sixteenth night」(歌：fripSide)  |       | fripSide   | 4:33 |
| 2.                 | 「十六夜」                                        |       | fripSide   | 4:00 |
| 3.                 | 「daily life」                                    |       | fripSide   | 1:43 |
| 4.                 | 「twilight」                                      |       | fripSide   | 1:27 |
| 5.                 | 「night」                                         |       | fripSide   | 1:40 |
| 6.                 | 「town」                                          |       | fripSide   | 1:16 |
| 7.                 | 「Morning of the church」                         |       | fripSide   | 0:48 |
| 8.                 | 「chapel」                                        |       | fripSide   | 1:58 |
| 9.                 | 「living room」                                   |       | fripSide   | 1:47 |
| 10.                | 「familiar life」                                 |       | fripSide   | 1:43 |
| 11.                | 「hurried」                                       |       | fripSide   | 1:20 |
| 12.                | 「silent」                                        |       | fripSide   | 1:08 |
| 13.                | 「sorrowful」                                     |       | fripSide   | 1:01 |
| 14.                | 「bad feeling」                                   |       | fripSide   | 1:34 |
| 15.                | 「unassuming lucia」                              |       | fripSide   | 1:23 |
| 16.                | 「mysterious lucia」                              |       | fripSide   | 1:19 |
| 17.                | 「lively otome」                                  |       | fripSide   | 1:11 |
| 18.                | 「cheerful shigure」                              |       | fripSide   | 1:34 |
| 19.                | 「nonchalantly kona」                             |       | fripSide   | 1:09 |
| 20.                | 「yuriko's theme」                                |       | fripSide   | 0:53 |
| 21.                | 「ryota's theme」                                 |       | fripSide   | 0:45 |
| 22.                | 「yume's theme」                                  |       | fripSide   | 1:13 |
| 23.                | 「kaguya's theme」                                |       | fripSide   | 1:12 |
| 24.                | 「city」                                          |       | fripSide   | 1:05 |
| 25.                | 「serious」                                       |       | fripSide   | 1:22 |
| 26.                | 「battle」                                        |       | fripSide   | 1:22 |
| 27.                | 「evil spirit」                                   |       | fripSide   | 2:25 |
| 28.                | 「feel」                                          |       | fripSide   | 1:28 |
| 29.                | 「more feel」                                     |       | fripSide   | 1:29 |
| 30.                | 「fantastic」                                     |       | fripSide   | 2:05 |
| 31.                | 「old life」                                      |       | fripSide   | 1:37 |
| 32.                | 「piano's playing」                               |       | fripSide   | 1:00 |
| 33.                | 「angel's power」                                 |       | fripSide   | 2:08 |
| 34.                | 「十六夜 (オルゴールバージョン)」                 |       | fripSide   | 3:33 |
| 35.                | 「With the light」(歌：fripSide)                  |       | fripSide   | 5:04 |
| 36.                | 「fortuna on the Sixteenth night (instrumental)」 |       | fripSide   | 4:33 |
| 37.                | 「With the light (instrumental)」                 |       | fripSide   | 5:02 |
| 合計時間:          | 合計時間:                                         | 70:50 |            |      |